# Municipio de Cane Hill
El municipio de Cane Hill (en inglés: Cane Hill Township) es un municipio ubicado en el condado de Washington en el estado estadounidense de Arkansas. En el año 2010 tenía una población de 1530 habitantes y una densidad poblacional de 17,09 personas por km².

## Geografía
El municipio de Cane Hill se encuentra ubicado en las coordenadas 35°53′50″N 94°23′23″O / 35.89722, -94.38972. Según la Oficina del Censo de los Estados Unidos, el municipio tiene una superficie total de 89.52 km², de la cual 89 km² corresponden a tierra firme y (0.58%) 0.52 km² es agua.

## Demografía
Según el censo de 2010, había 1530 personas residiendo en el municipio de Cane Hill. La densidad de población era de 17,09 hab./km². De los 1530 habitantes, el municipio de Cane Hill estaba compuesto por el 92.75% blancos, el 0.07% eran afroamericanos, el 1.05% eran amerindios, el 1.96% eran asiáticos, el 0.13% eran isleños del Pacífico, el 1.05% eran de otras razas y el 3.01% pertenecían a dos o más razas. Del total de la población el 2.75% eran hispanos o latinos de cualquier raza.